# جون أشتون (ممثل)
جون أشتون (بالإنجليزية: John Ashton) هو ممثل أمريكي، ولد في 22 فبراير 1948 في الولايات المتحدة.

## أعمال

### أفلام
- (1977) يا إلهي!
- (1979) الهروب
- (1984) شرطي بيفرلي هيلز[6][7][8]
- (1986) حياة كينج كونج[9][10]
- (1994) المحاصرون في الجنة
- (1999) فطرة[11]
- (2007) رحلت الطفلة رحلت[12]

## وصلات خارجية
- جون أشتون على موقع IMDb (الإنجليزية)
- جون أشتون على موقع ألو سيني (الفرنسية)
- جون أشتون على موقع قاعدة بيانات الأفلام السويدية (السويدية)
- جون أشتون على موقع قاعدة بيانات الفيلم (الإنجليزية)